# Margareth Menezes
Margareth Menezes da Purificació (Salvador, 13 d'octubre de 1962) és una cantautora, actriu de teatre, promotora artística i política brasilera, ministra de Cultura del Brasil des de gener de 2023.
Va engegar la seva carrera musical l'any 1987 i va fer-se coneguda internacionalment gràcies a la cançó Elegibô (Uma história de Ifá), de 1988. La seva discografia destaca per l'estil batejat "afropop brasiler", amb ritmes d'arrel africana i temàtiques històriques i actuals de la societat afrobrasilera. Va rebre dues nominacions als Premis Grammy.

## Carrera artística

### 1980–86: Teatre
L'any 1980, la cantant va conèixer el músic i compositor Silas Henrique. Ell va introduir-la en el món del teatre i van actuar plegats en l'obra de debut de Menezes, Ser ou não ser gente, al Teatre Vila Velha de Salvador. L'any següent, va estrenar la peça Máscaras, de Menotti Del Picchia, sota la direcció de Reinaldo Nunes. Posteriorment, va actuar en la peça de Nikolai Gogol, Inspetor Geral, dirigida per Paulo Conde i que va romandre un any en cartell. Tres anys després, el grup teatral –encara amb la participació de Menezes– va instal·lar una carpa en la platja d'Ondina, acollint un espai cultural conegut com Circo Troca de Segredos. Paral·lelament a la seva carrera d'actriu, Margareth Menezes va començar a cantar informalment, en bars i casals de barri de Salvador.
Margareth Menezes va participar de la producció de la peça O Menino Maluquinho, basada en el còmic de Ziraldo, com a tècnica de so. Això va donar a la baihana més intimitat amb la música. Tot seguit va rebre la invitació per representar a São Paulo l'obra Colagens e Bobagens, el 1985. L'any següent va estrenar la primera obra en solitari, Banho de Luz, de la que fou també productora i directora. Per aquest paper va rebre el Trofeu Caymmi al Millor intèrpret. El 1987 obtindria un altre Caymmi, aquest cop el de Millor espectacle, per Beijo de Flor.
En aquella època, Margareth Menezes va iniciar la seva carrera musical, intercalant-la amb la teatral. Després d'un petita gira per l'interior de Bahia, l'actriu va actuar al Teatre Castro Alves de la capital bahiana. També participa dels blocos de carnaval d'aquesta ciutat. L'any següent, la intèrpret va participar com a vocalista del bloco "20 Vê", al costat de Geraldo Azevedo i altres músics de renom. Gràcies a això, és convidada a participar, fent parella amb Pepeu Gomes, en el VIII Festival de Música del Carib. El duet va esdevenir el guanyador d'aquella edició a Cartagena de Indias, Colòmbia.
De volta al Brasil, va rebre la invitació del cantant Djalma Oliveira per interpretar plegats una cançó del següent àlbum de l'artista. Faraó (Divindade do Egito) va ser el primer samba-reggae gravat en el Brasil i el single va vendre més de cent mil còpies.

### 1987–91: Primers àlbums i èxit internacional

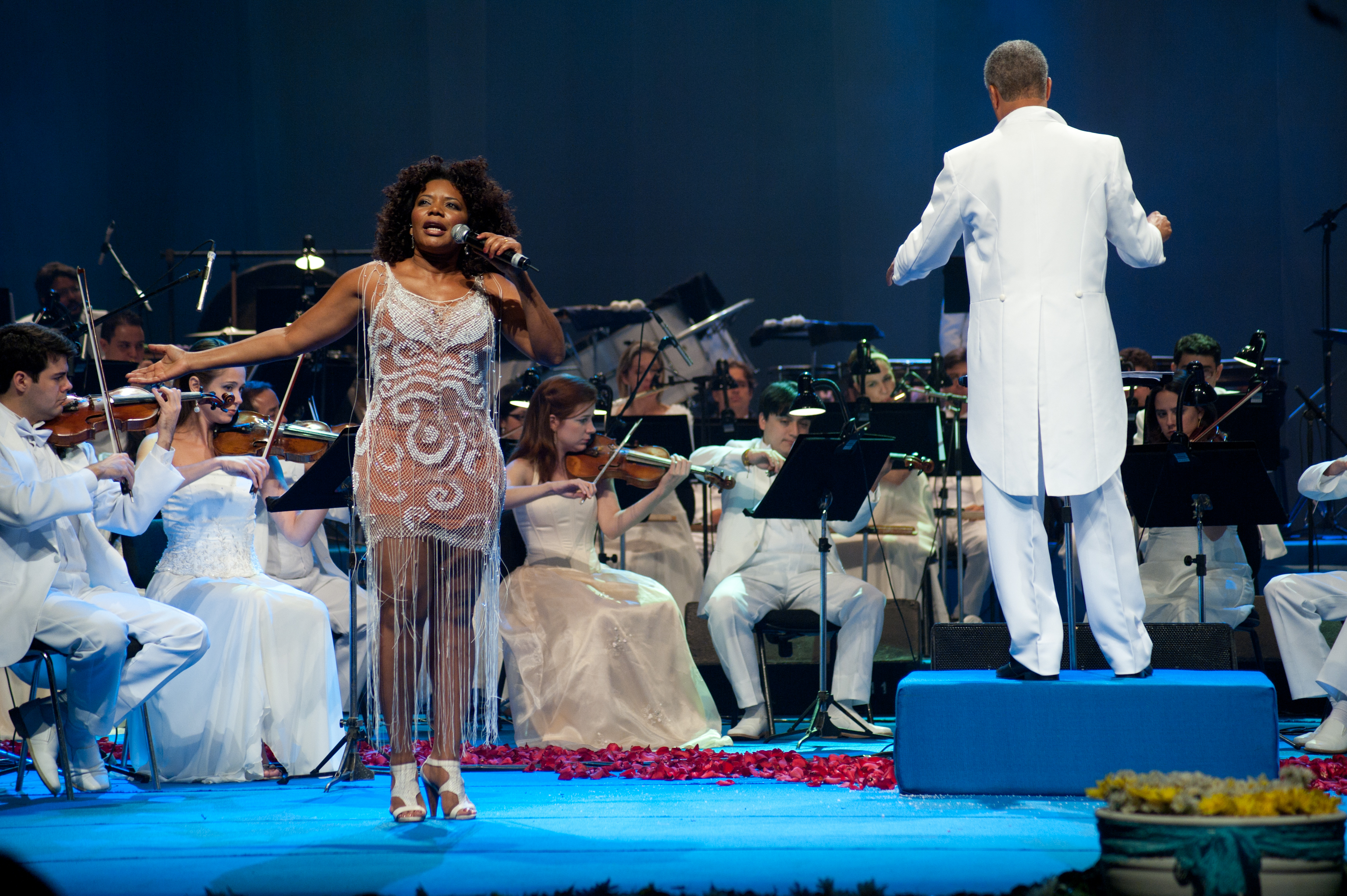
Margareth Menezes presentant-se en la commemoració de 22 anys de la Fundació Cultural Palmares.

Després del llançament d'aquell senzill, va signar un contracte amb la discogràfica PolyGram. El novembre de 1988 va publicar el seu primer àlbum, titulat Margareth Menezes. L'àlbum va obtenir dos trofeus Imprensa, al Millor disc i Millor cantant.
La cançó Elegibô (Uma Història de Ifá), es va convertir en una de les principals cançons de l'àlbum i de la carrera de la cantant. Mentre cuinava el seu proper àlbum, Um canto pra subir, va sortir de gira amb Gilberto Gil i Dominguinhos, en una sèrie d'espectacles dirigits per Milton Nascimento i el propi Gil. Al voltant de 1990, Menezes signa un contracte amb la gravadora estatunidenca Mango/Island Records, amb l'objectiu de llançar un àlbum pel mercat de Nord-amèrica.
Menezes va cantar al costat de grans cantants brasilers i internacionals, com Marisa Monte, Carlinhos Brown, Jimmy Cliff i altres. A proposta del director cinematogràfic nord-americà Zalman King, la de Salvador va participar en la banda sonora de la pel·lícula Orquídia Salvatge, protagonitzada per Mickey Rourke i Jacqueline Bisset.
A causa de la bona rebuda a Amèrica del Nord, la gravadora anglesa Polydor Records va contractar Menezes, pretenent el llançament d'un àlbum destinat al mercat europeu. Elegibô va reunir les principals cançons dels dos primers discs de la cantant, com ara Elegibô (Uma História de Ifá), Tenda do Amor (Magia) o Ifá (Um Canto Pra Subir). L'àlbum, que també va ser llançat per la Mango als Estats Units i al Japó, va rebre una ampla cobertura per part dels mitjans de comunicació internacionals. El 8 de setembre de 1990 Elegibô va arribar al cim de la llista World Albums de la Billboard, als Estats Units. A més, la revista Rolling Stone va situar l'àlbum com un dels cinc millors de world music de l'any. L'èxit va servir-li per poder programar la primera gira internacional, que va dur-la als Estats Units, Canadà, França, Itàlia i Bèlgica.
Kindala –que en iorubá vol dir "llavis grans"– va ser llançat com a tercer àlbum d'estudi el 1991. Va tenir també molt d'èxit internacional, arribant a la segona posició de la llista Billboard World Albums. Convidada pel president de la sucursal de PolyGram a Portugal, la cantant va promocionar l'àlbum en diversos mitjans de Lisboa. Després de ser portada en la revista The Beat, al costat de Milton Nascimento i Gilberto Gil, retorna al Brasil i inicia la gira de Kindala, que també la porta als Estats Units, Europa i Japó. Aquest treball va donar-li una nominació al Grammy de Millor àlbum de Músiques del món.

### 1993–00:Luz Dourada,Gente de Festai altres projectes

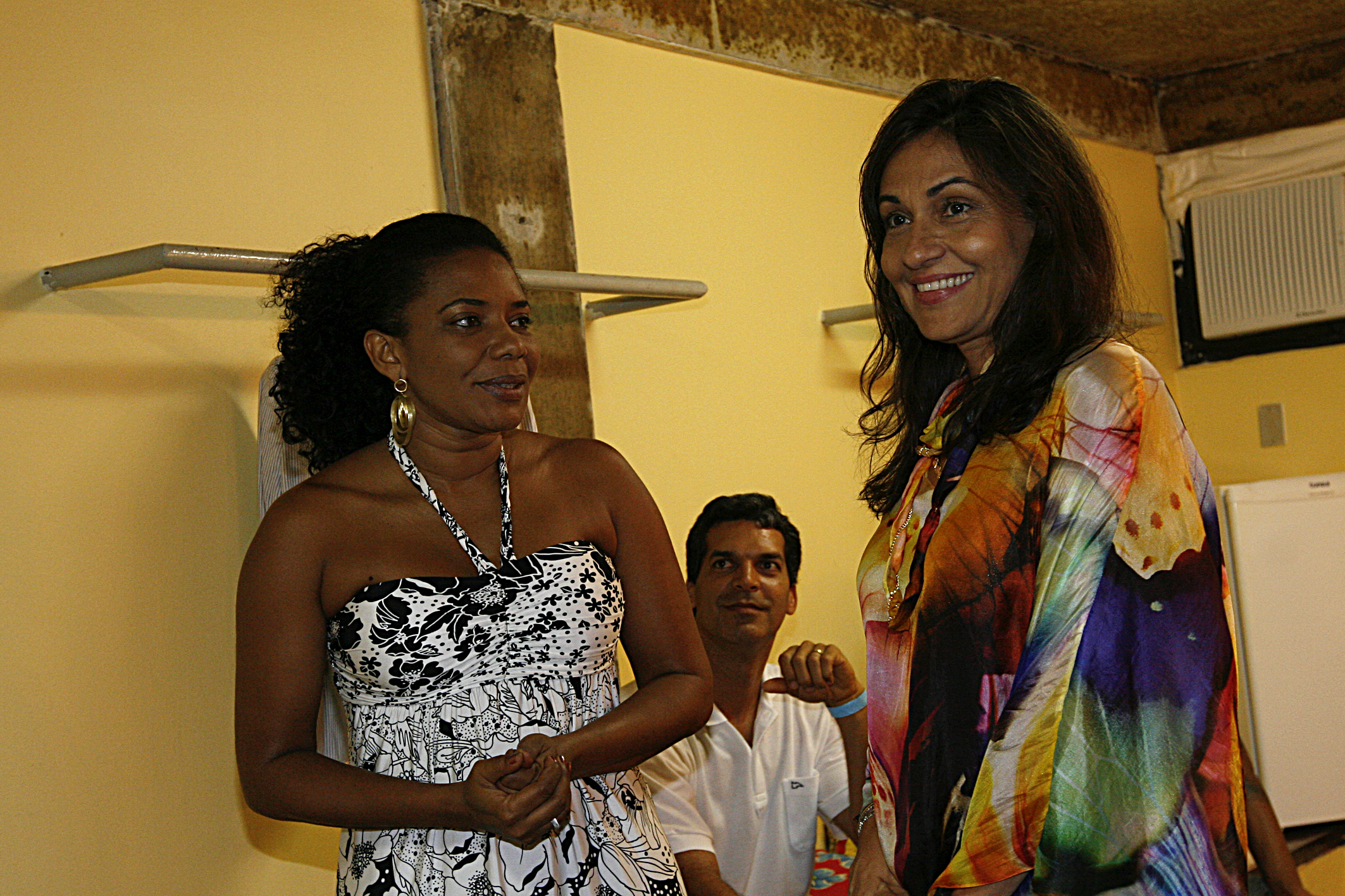
Menezes (esquerra), any 2000.

El següent LP de la cantant va ser Luz Dourada, que va arribar a les botigues del Brasil el 1993, editat per la PolyGram. La gira d'aquest àlbum va ser diferent de les altres, amb un espectacle més acústic, només amb una guitarra i l'acompanyament d'un percussionista. Amb la fi del contracte amb la gravadora, la bahiana va continuar tocant arreu del país, a més d'actuar en el tradicional Carnaval de Salvador, en el seu propi trio elèctric.
Ràpidament, va ser contractada pel segell Continental, amb el que llança un únic àlbum: Gente de Festa (1995), que inclou les participacions de Maria Bethânia i Caetano Veloso. A través de la seva pròpia productora, Menezes torna a sortir de gira, fent un alto el mes de febrer per poder participar novament en el carnaval de la seva ciutat. Aquesta vegada, el trio elèctric de Menezes va ser ideat exclusivament per l'artista plàstic Bel Borba.
Un cop deslliurada del seu vincle amb Continental, l'artista va decidir no buscar cap altra discogràfica ni enregistrar noves cançons, donant-se un marge de quatre anys per a desenvolupar els projectes que tenia en ment. El 1997 va produir i dirigir el festival Bahia com H, que durant tres mesos va proposar concerts mixts de cantants de Bahia amb estrelles internacionals, com Jimmy Page i Ron Wood. Aquell mateix any, Menezes va participar en l'òpera Lídia de Oxum, un esdeveniment a l'aire lliure dirigit per l'autor, poeta i lletrista Ildásio Tavares, que va contar amb la presència de 20 mil espectadors. Al costat de Caetano Veloso, Gilberto Gil, Tom Zé, Gal Costa, Daniela Mercury, Ara Ketu, entre altres intèrprets i bandes, va interpretar una de les cançons de disc tribut Tropicália: 30 anos. L'any 2000, Menezes participa del Festival Perc Pan, on canta, per primera vegada, al costat de Daniela Mercury i Ivete Sangalo.
L'any 1999 va crear i protagonitzar el bloco Os Mascarados, l'únic cercavila de Carnaval on els participants sortien disfressats. El bloco va estar actiu durant deu anys.

### 2001–04:Afropopbrasileiroi consolidació
El 2001, Margareth Menezes va fundar el seu propi segell discogràfic, Estrela do Mar Records, en col·laboració amb Universal Music. El 14 de desembre, sota la producció de Carlinhos Brown i Alê Siqueira, va llançar l'àlbum Afropopbrasileiro. Aquí es troba una de les principals cançons de la seva carrera Dandalunda; una composició de Brown, que va proporcionar a la cantant els trofeus Dodô e Osmar a la Millor cançó i Millor cantant. El disc també contava amb la participació de Lenine i composicions de Zeca Baleiro, Paulo César Pinheiro. Encara aquell 2001, va col·laborar en l'àlbum dels Tribalistas, interpretant la cançó Passe em Casa.
Va participar en el documental sobre la samba, Moro no Brasil (Sound of Brazil), dirigit pel cineasta finlandès, Mika Kaurismäki. En l'inici de 2002, Margareth va viatjar a Timor Oriental per actuar en un festival en commemoració a la independència del país, que va reunir cantants de la Comunitat de Països de Llengua Portuguesa. Cantant per prop de 250 mil persones, va interpretar les seves cançons al costat d'artistes com el timorense Anito Matos i el portuguès Luís Represas.
L'any següent, va organitzar el concert "Margareth Menezes Convida" en el club carioca Canecão, on va rebre les cantants Alcione, Elba Ramalho, Ivete Sangalo i Sandra de Sá. A més, Menezes va ser convidada per cantar al costat de Gilberto Gil, Alcione i Toni Garrido, en la inauguració del Centre Cultural de Rocinha. Tete a Tete Margareth va ser el primer CD+DVD en directe de Menezes. Va ser enregistrat en la Concha Acústica del Teatre Castro Alves, en un concert davant donze mil persones, i amb les aparicions de Carlinhos Brown i la banda Cidade Negra. Les crítiques van ser molt positives i va tenir ressò en la premsa internacional, com The New York Times, Washington Post o Le Monde.

### 2005–10:Pra Você,BrasileiraiNaturalmente

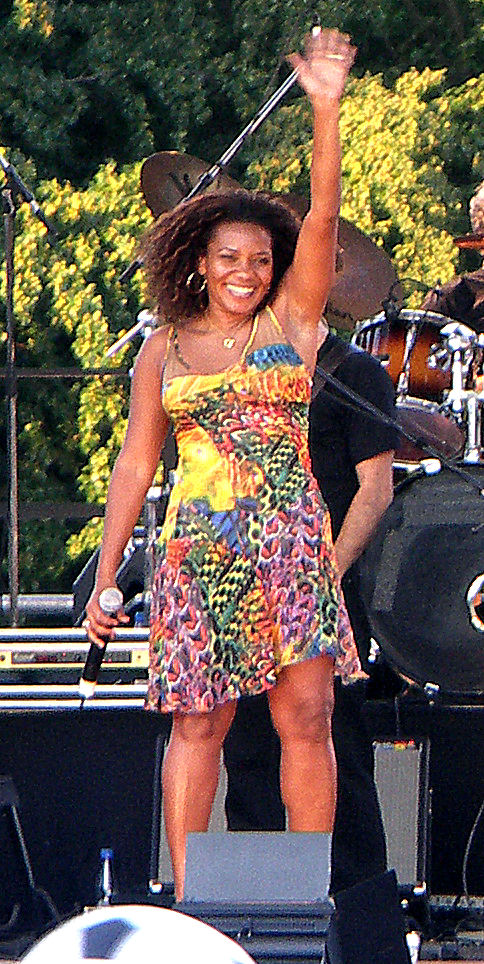
Alemanya, 2006.

Pra Você (2005) va mostrar la cara més pop de la cantant i va suposar un cert rupturisme amb el seu estil habitual. Però, aviat va tornar als seus ritmes afrobrasilers: l'agost de 2006, Menezes va tornar al Castro Alves per homenatjar el samba-reggae i enregistrar un nou treball en directe: Brasileira ao Vivo: Uma Homenagem ao Samba-Reggae. L'artista fa relectures dels èxits de la seva carrera, amb la participació de Carlinhos Brown, Mateus Aleluia i Saul Barbosa. L'àlbum va rebre dues nominacions al Grammy.
Naturalmente va ser llançat el 2008 i, segons la pròpia cantant, va ser un viatge interior per rescatar els orígens de la seva música. Aquest nou treball va comptar amb la col·laboració de Nando Reis, Arnaldo Antunes i Marisa Monte, entre d'altres. Aquest CD va guanyar una versió acústica, publicada el 2010 sota el títol Naturalmente Acústico. També es va editar un DVD amb enregistraments en diversos punts de la ciutat de Salvador i entrevistes a familiars i amics de la cantant.

### Dècada del 2010
El desembre de 2010 es va informar que l'artista estava preparant un nou DVD per finals de 2011. Havia de ser llançat pel segell d'Ivete Sangalo, Caco de Telha, amb la participació d'artistes internacionals. L'enregistrament estava previst pel mes d'octubre, al Teatre Tom Jobim de Rio de Janeiro. Però, diversos canvis van ajornar el projecte, fins que va ser cancel·lat definitivament.
Entretant, Menezes va treure alguns senzills, com Bonapá o Lambadinha da Riberia, un homenatge al seu barri. El 3 de desembre de 2013, finalment, va treure un nou DVD, Voz Talismã, un treball commemoratiu dels 25 anys de carrera, on va interpretar cançons dels dotze treballs llançats fins aleshores. Aquell any també va formar part de la minisèrie O Canto da Sereia, en el paper de la policia Marta Pimenta.
El 2015 llança un nou LP en directe. Para Gil & Caetano va ser un concert amb els dos veterans cantants, Gilberto i Veloso, acompanyats d'alguns dels fills dels músics: Bem Gil, Preta Gil i Moreno Veloso. L'última gravació d'estudi de Menezes és Autêntica, de 2019, on es manté fidel a la temàtica afrobrasilera i als ritmes samba-reggae i axé.

## Característiques musicals
L'any 1990, la revista musical nord-americana Spin va destacar la veu i el carisma de Margareth Menezes, que «emocionen multituds en tot el món». En unes declaracions a aquest mitjà, David Byrne (cantant i productor d'alguns dels primers LP de la bahiana) va dir que, sovint, «s'apropiava de l'escenari quan fèiem concerts plegats en la tardor de 1989» i va enaltir la seva força dalt de l'escenari. La revista Rolling Stone va escriure que Menezes «formava part d'un grup d'escollits, principalment perquè canta amb un somriure i encara la música amb passió i no com una obligació», i afegia que l'hàbitat natural de la cantant era l'escenari, on destacava «per l'habilitat i qualitat, en una terra de talents, musicalitat i sonoritat».

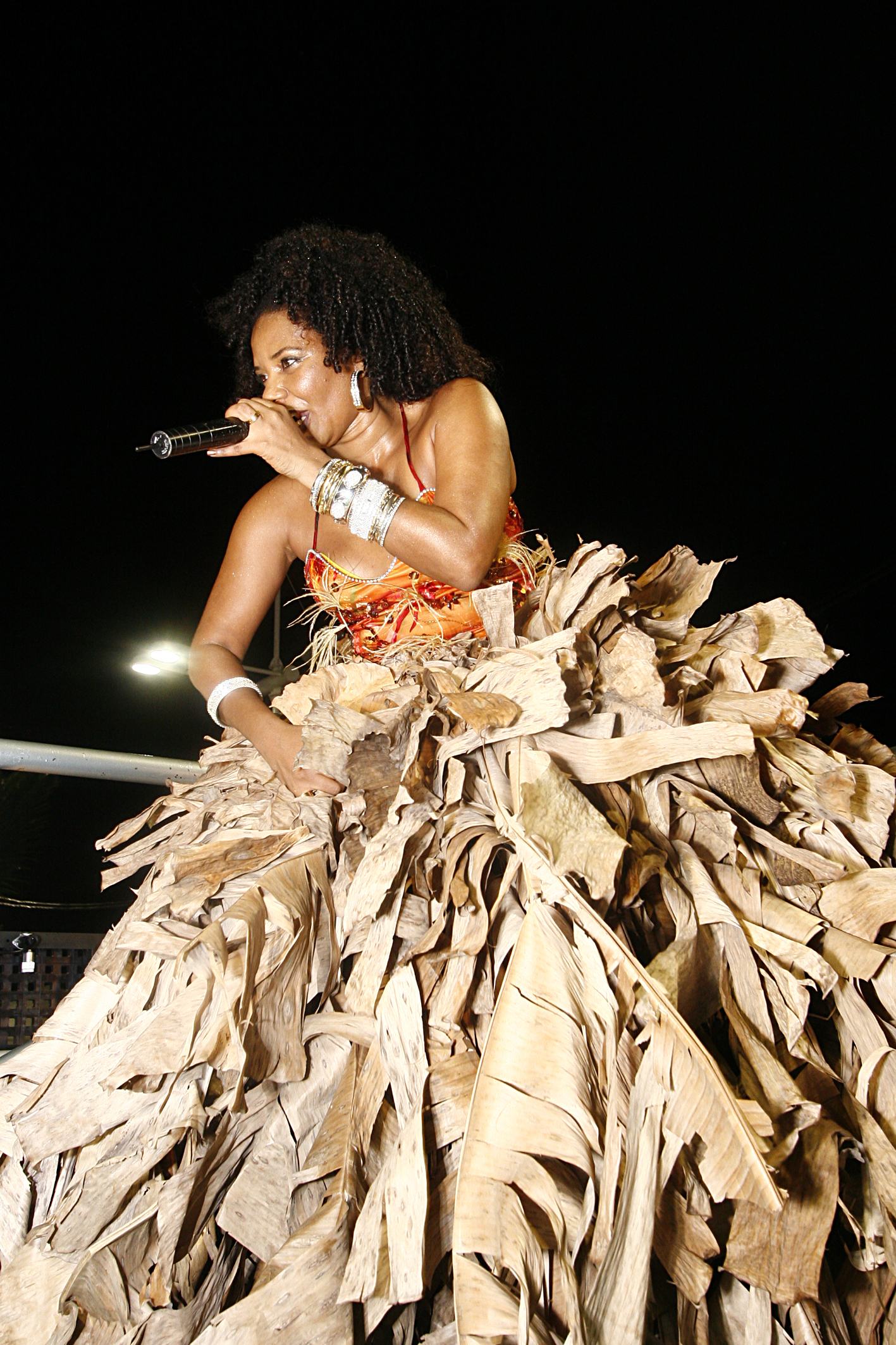
Al Carnaval de Salvador, 2010.

Clarence Bernard Henry, en el seu llibre sobre la música africana, axé i pop en el Brasil, diu que la cantant és una innovadora i que va influir tota una nova generació de músics afrobrasilers. Posant d'exemple el tema Ifá (Um canto pra subir), la crítica mencionava la incorporació d'una base rítmica provinent de la cultura ijesa i l'ús dels agogós que es repeteix durant tota la cançó. En termes generals, Henry destaca la varietat d'instruments musicals que Menezes empra, com la conga, els timbals, els tambors, la trompeta, el trombó, el surdo, els teclats i els saxòfons, a més d'introduir sons digitalitzats. Per l'escriptor Peter Winn, Margareth Menezes va revolucionar la música brasilera incorporant a aquest els ritmes caribenys, a més d'això, l'autor afirmava que Menezes va rebre forta influència de Caetano Veloso i Gilberto Gil.
Un altre aspecte important en la trajectòria de Margareth Menezes és l'aproximació de temàtiques religioses del candomblé cap a la cultura popular, i què han seguit altres artistes d'axé, afropop i samba-reggae. En Elegibô, la cançó escrita pels Ara Ketu, s'invoca la religió africana i porta una forta càrrega simbòlica afrodescendent i del candomblé. La lletra tracta de la llegenda sobre les ciutats mítiques Elegibô i Ifá, que van florir a l'Àfrica Occidental. La cançó també fa referència a la nació Queto i els seus anys de fam i sequera. Després de superar aquest moment difícil de la seva història, el poble ho celebra amb una ofrena especial als seus ancestres. En un article de la revista Vibe, es parla sobre la cançó de Menezes Tenda do amor, com una música sobre l'orgull racial i femení, amb la barreja de ritmes tradicionals africans, que va ser batejat com pop afrobrasiler. Per Charles Perrone i Christopher Dunn, autors del llibre Brazilian Popular Music & Globalization, Menezes i Elegibô van representar un moment clau per a la visibilització a nivell global de les arrels africanes del Brasil.
Durant tota la carrera, els mitjans s'han referit a Margareth Menezes com una de les grans referències pels nous artistes d'axé-music, afropop i samba-reggae, així com de la música popular brasilera en general. Segons la revista Billboard, la cantant era una dels onze artistes estrangers més coneguts pel públic nord-americà. Margareth és considerada una de les reines de la música popular baiana i, al costat de Gilberto Gil, van influenciar i van donar suport al talent de grans artistes de l'actualitat, com per exemple Daniela Mercury. Larry Crook, deia que, gràcies al suport dels dos artistes, Mercury va aconseguir una carrera d'èxit en l'escenari internacional. La cantant Maria Gadú va dir d'ella que era un símbol com a dona, negra i bahiana; va elogiar la seva tasca com a promotora cultural i el fet d'haver exportat la cultura brasilera.

## Política
El 2010 Margareth va donar suport a la candidatura de Dilma Rousseff per a la presidència del Brasil, aspirant del PT per continuar el llegat de Lula da Silva. Menezes considerava que va haver-hi una valorització de la cultura durant els vuit anys de Lula en la presidència i en els quatre anys del govern de Jaques Wagner a l'estat de Bahia. Segons va declarar la cantant, «va haver-hi més inversions i un canvi de concepció que donava la deguda importància a la cultura negra».
Després de la victòria de Lula en les presidencials de 2022, la bahiana va integrar el Grup tècnic de Cultura del Gabinet de transició governamental, amb la finalitat d'avaluar les polítiques públiques culturals del Govern Bolsonaro i presentar dades i suggeriments per orientar les accions en l'àmbit de la cultura al president electe. El mes de desembre, aquest va designar Menezes com a membre del gabinet ministerial del nou govern, assumint a partir de 1r de gener de 2023 la recuperada cartera de Cultura. Aquest ministeri havia estat degradat per Jair Bolsonaro a la categoria de Secretaria de Cultura, enquadrada dintre del Ministeri de Turisme.

## Promotora cultural

### Fàbrica Cultural

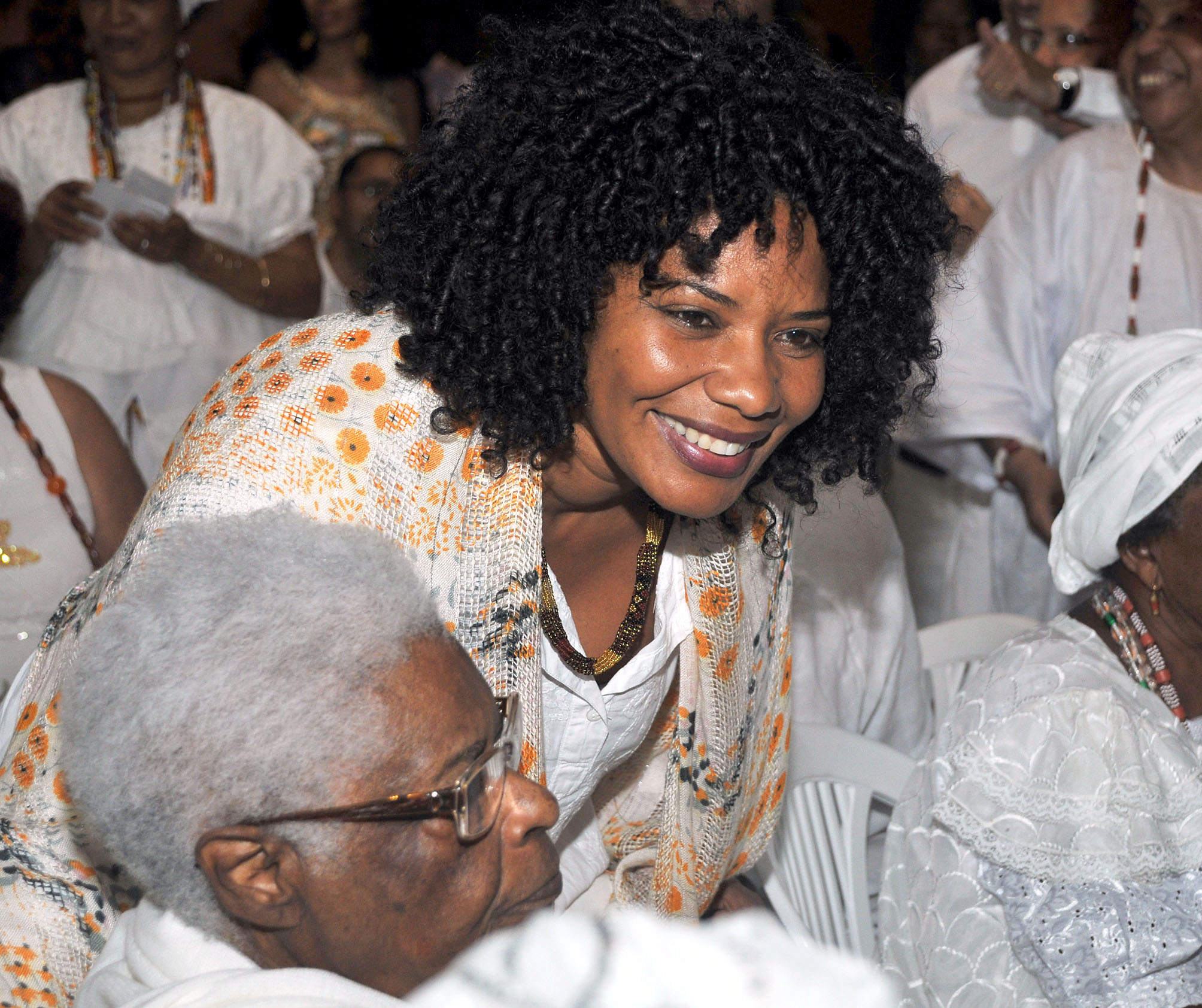
En un acte de 2010.

Margareth Menezes va fundar l'any 2004 l'Associació Fàbrica Cultural que, a través d'un conveni de col·laboració signat amb la Secretaria Municipal d'Educació i Cultura de l'Ajuntament de Salvador, va engegar el programa "Circulando Arte", a més d'altres projectes en el camp de l'art, educació i cultura. L'organització no governamental actua en la Ribeira - el barri on l'artista va néixer - i altres barris de la Península de Itapagipe, oferint cursos formatius per a joves en àrees diverses com producció musical, comunicació audiovisual, moda o disseny gràfic, a més de tallers d'arts pels infants. Amb seu en el Club Cabana do Bogary, l'organització ofereix cursos a joves d'entre 16 i 24 anys, la renda familiar dels quals no sobrepassi el mig salari mínim per persona. El centre ofereix 250 places per curs, més la possibilitat d'una beca auxiliar.

### Moviment Afropop Brasiler
El Moviment Afropop Brasiler va néixer d'un somni atrevit de compartir i expandir l'univers musical de matriu africana que es desenvolupava en l'escena contemporània de Salvador. I és per a sempre, ja que condensa el comportament d'una generació que, independentment del color, raça o fe, tradueix una manera de ser, pensar i viure el Brasil.  
Fundat el 2005 per la cantant Margareth Menezes, és un moviment cultural que reuneix exposicions fotogràfiques i artístiques, manifestacions, actuacions de grups i cantants independents, amb la participació de joves d'ONG de Salvador.
A més d'això, el projecte uneix ritmes d'arrels afrobrasileres amb la sonoritat mundial, com el rock, reggae, el funk, entre d'altres. Amb el suport dels grans blocos afro, el moviment acostuma a reunir dues mil persones per edició.

## Vida personal
Menezes va néixer a Salvador, al barri de Boa Viagem; filla de Diva, una costurera i pastissera de l'illa de Maré, i Adelício Soares da Purificação, conductor, mort el març de 2009. Té quatre germans més joves. En 1977, als quinze anys, van regalar-li una guitarra i va començar a cantar en el cor de l'església del seu barri. Va rebre una forta influència artística de la pròpia família, doncs, la mare li agradava molt la samba de roda i l'àvia de la cantant exercia de promotora cultural amateur, dinamitzant la vida artística de la regió.
A més d'haver creat l'ONG Fábrica Cultural, Menezes participa de projectes i iniciatives filantròpiques i socials. Per exemple, va participar de la campanya "Carnaval Sense Fam" al costat de Daniela Mercury, Tot i professar el candomblé, és devota de Santa Dulce dels Pobres i participa activament de l'obra social encetada per la franciscana.
La cantant va assumir públicament la seva bisexualitat. El 2001 va començar una relació amb l'artista plàstic Robson Costa, amb qui es va casar el 2008. La parella es va separar el 2018.

## Discografia

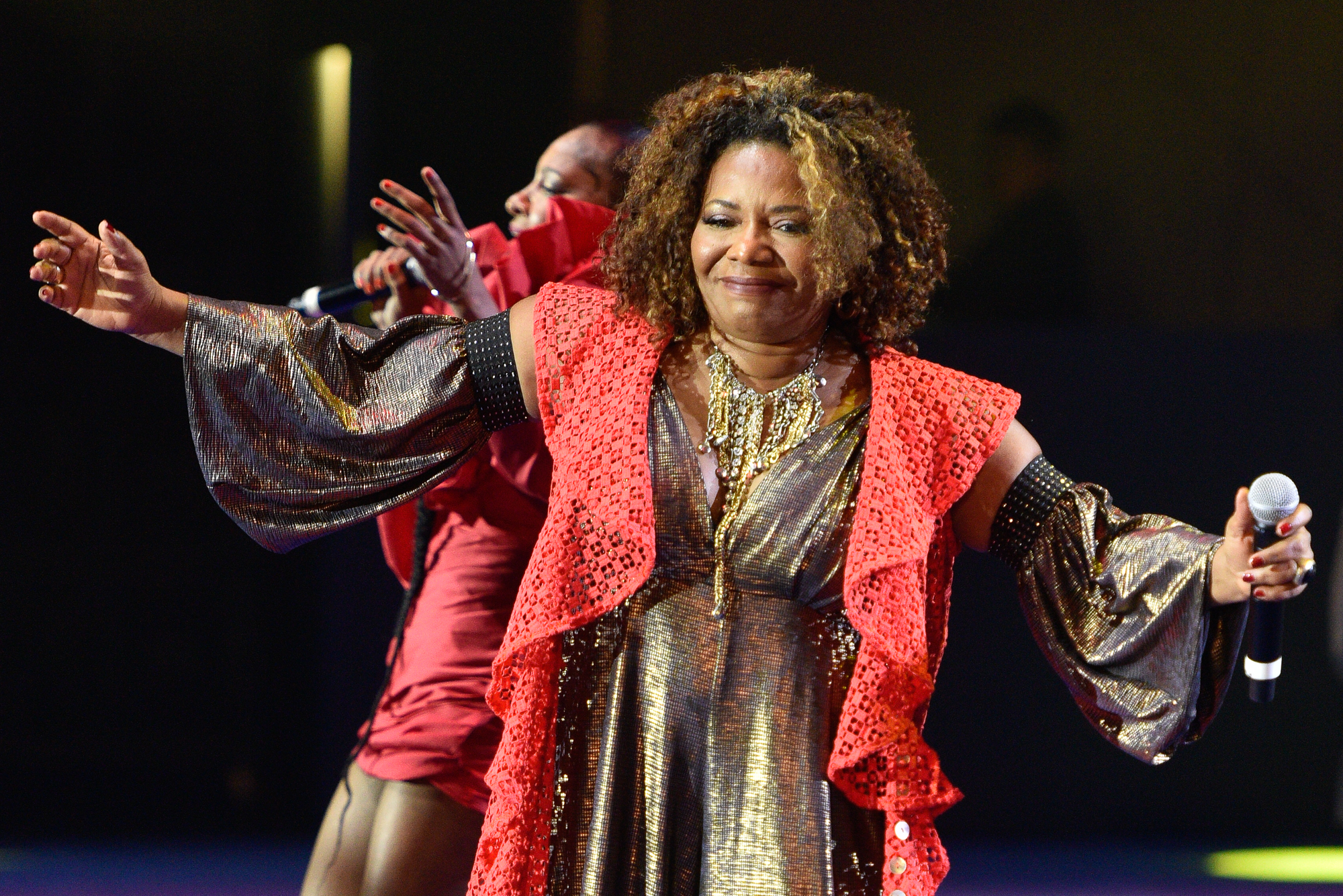
Actuació durant les festes del Bicentenari de la Independència. Brasília, 2022.

| Àlbums d'estudi - Margareth Menezes (1988) - Um Canto Para Subir (1990) - Elegibô (1990) - Kindala (1991) - Luz Dourada (1993) - Gente de Festa (1995) - Afropopbrasileiro (2001) - Pra Você (2005) - Naturalmente (2008) - Naturalmente Acústico (2008) - Autêntica (2019) | Àlbums en directe - Tete a Tete Margareth (2003) - Festival de Verão Salvador (2004) - Brasileira ao Vivo (2006) - Voz Talismã (2013) - Para Gil e Caetano (2015) |

## Teatre
| Any     | Títol                | Personatge     |
| ------- | -------------------- | -------------- |
| 1980    | Ser ou Não Ser Gente |                |
| 1981    | Máscaras             |                |
| 1982    | Inspetor Geral       |                |
| 1982–83 | Troca de Segredos    | Babete         |
| 1984    | O Menino Maluquinho  | Profesora Naná |
| 1985    | Colagens e Bobagens  |                |
| 1985    | Banho de Luz         |                |
| 1986    | Beijo de Flor        |                |

## Premis i nominacions
| Any  | Premi                               | Categoria                                            | Treball                                          | Resultat   | Ref.          |
| ---- | ----------------------------------- | ---------------------------------------------------- | ------------------------------------------------ | ---------- | ------------- |
| 1985 | Trofeu Caymmi                       | Millor intèrpret                                     | Banho de Luz                                     | Guanyadora | [ 5 ] [ 2 ]   |
| 1986 | Trofeu Caymmi                       | Millor obra de l'any                                 | Beijo de Flor                                    | Guanyadora | [ 2 ]         |
| 1988 | Trofeu Imprensa                     | Millor disc                                          | Margareth Menezes                                | Guanyadora | [ 7 ]         |
| 1988 | Trofeu Imprensa                     | Millor cantant                                       |                                                  | Guanyadora | [ 7 ]         |
| 1993 | Premis Grammy                       | Millor àlbum de 'World Music'                        | Kindala                                          | Nominada   | [ 15 ]        |
| 2000 | Trofeu Dodô e Osmar                 | Millor cantant                                       |                                                  | Guanyadora | [ 54 ]        |
| 2003 | Trofeu Dodô e Osmar                 | Millor música                                        | Dandalunda                                       | Guanyadora | [ 2 ] [ 54 ]  |
| 2003 | Trofeu Dodô e Osmar                 | Millor cantant                                       |                                                  | Guanyadora | [ 2 ] [ 54 ]  |
| 2004 | Trofeu Dodô e Osmar                 | Millor cantant                                       |                                                  | Guanyadora | [ 54 ]        |
| 2006 | Grammy Llatins                      | Millor àlbum brasiler de pop                         | Pra Você                                         | Nominada   | [ 55 ]        |
| 2007 | Premis Grammy                       | Millor àlbum de 'World Music'                        | Brasileira Ao Vivo:Uma Homenagem ao Samba-Reggae | Nominada   | [ 15 ]        |
| 2007 | Premis Grammy                       | Millor àlbum de música regional brasilera            | Brasileira Ao Vivo:Uma Homenagem ao Samba-Reggae | Nominada   | [ 15 ] [ 56 ] |
| 2007 | Premi de la Música Brasilera        | Millor cantant de música regional                    |                                                  | Guanyadora | [ 57 ]        |
| 2011 | Premi de la Música Brasilera        | Millor cantant                                       |                                                  | Nominada   | [ 58 ]        |
| 2017 | Premi Maria Felipa                  | Homenatge                                            |                                                  | Guanyadora | [ 59 ]        |
| 2017 | Brazilian International Press Award | Lifetime Achievement Award                           | Faraó (Divindade do Egito)                       | Guanyadora | [ 60 ]        |
| 2020 | Grammy Llatins                      | Millor àlbum de música d'arrel en llengua portuguesa | Autêntica                                        | Nominada   | [ 55 ]        |
| 2022 | Latin America Lifetime Awards       | Homenatge                                            |                                                  | Guanyadora | [ 61 ]        |